# Millrose Games

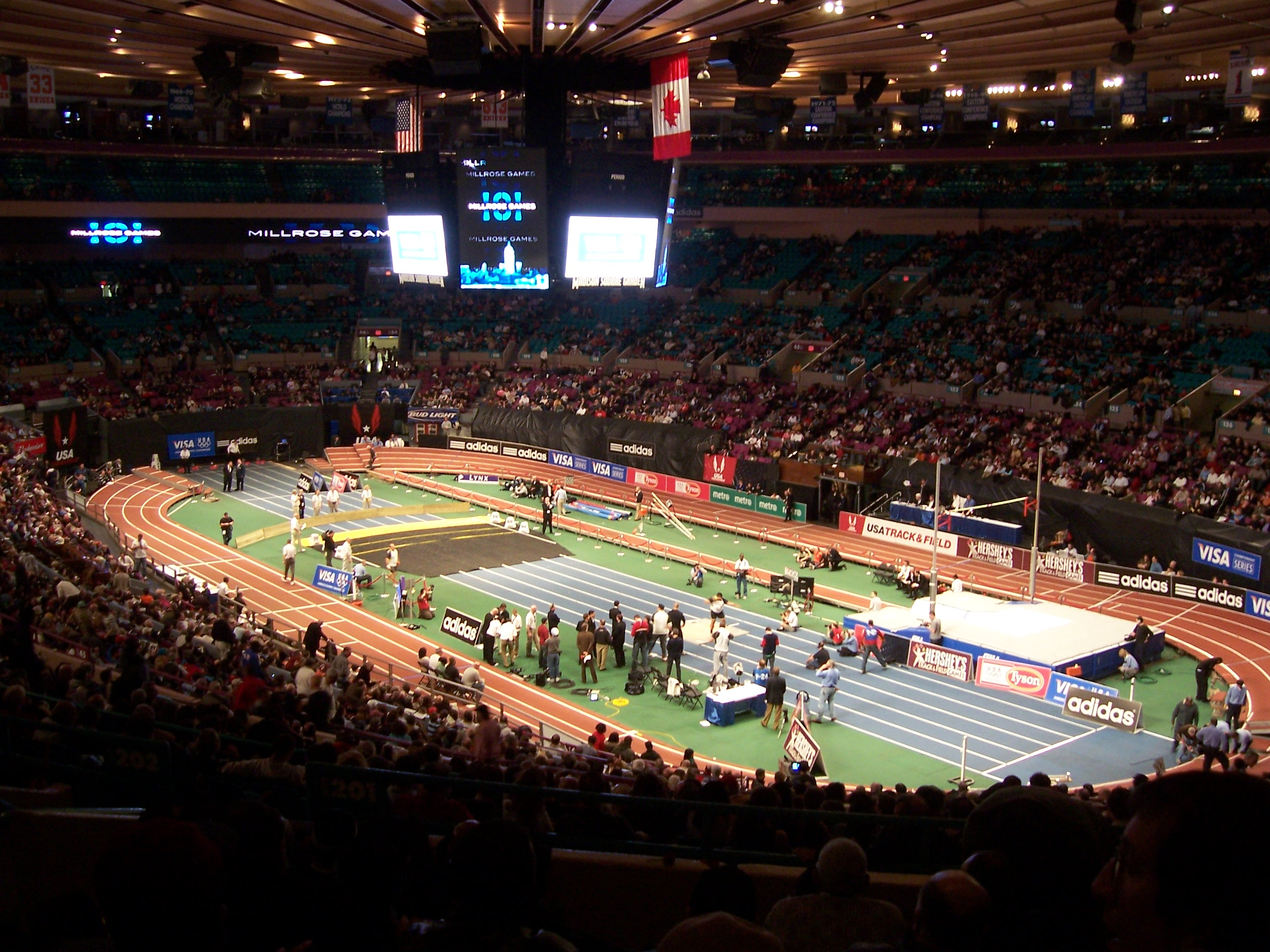
Millrose games em 2008

O Millrose Games é um meeting de atletismo indoor que se desenrola todos os anos em Nova Iorque, Estados Unidos, desde 1914. Fez parte do IAAF Indoor Permit Meetings e é sediado no Madison Square Garden, em regra acontece sempre em fevereiro.